# Episodi di In viaggio nel tempo (terza stagione)
La terza stagione della serie televisiva In viaggio nel tempo è stata trasmessa negli Stati Uniti per la prima volta dall'emittente NBC dal 28 settembre 1990.
In Italia la stagione è andata in onda in prima visione su Rai 1 dal 23 luglio al 24 agosto 1993.
| nº | Titolo originale                            | Titolo italiano              | Prima TV USA      | Prima TV Italia |
| -- | ------------------------------------------- | ---------------------------- | ----------------- | --------------- |
| 1  | The Leap Home (Part I) - 25.11.1969         | Ritorno a casa (Parte I)     | 28 settembre 1990 | 23 luglio 1993  |
| 2  | The Leap Home (Part II) - 07.04.1970        | Ritorno a casa (Parte II)    | 5 ottobre 1990    | 26 luglio 1993  |
| 3  | Leap of Faith - 19.08.1963                  | Miracolosamente insieme      | 12 ottobre 1990   | 27 luglio 1993  |
| 4  | One Strobe Over the Line - 15.06.1965       | Voglia di vivere             | 19 ottobre 1990   | 28 luglio 1993  |
| 5  | The Boogieman - 31.10.1964                  | La casa stregata             | 26 ottobre 1990   | 29 luglio 1993  |
| 6  | Miss Deep South - 07.06.1958                | Miss Profondo Sud            | 2 novembre 1990   | 30 luglio 1993  |
| 7  | Black on White on Fire - 11.08.1965         | Il colore dell'odio          | 9 novembre 1990   | 2 agosto 1993   |
| 8  | The Great Spontini - 09.05.1974             | Il grande Spontini           | 16 novembre 1990  | 3-4 agosto 1993 |
| 9  | Rebel Without a Clue - 01.09.1958           | Vivere on the road           | 30 novembre 1990  | 5 agosto 1993   |
| 10 | A Little Miracle - 24.12.1962               | Miracolo a New York          | 21 dicembre 1990  | 6 agosto 1993   |
| 11 | Runaway - 04.07.1964                        | Un guscio vuoto              | 4 gennaio 1991    | 9 agosto 1993   |
| 12 | 8 1/2 Months - 15.11.1955                   | Otto mesi e mezzo            | 6 marzo 1991      | 10 agosto 1993  |
| 13 | Future Boy - 06.10.1957                     | Ritorno al passato           | 13 marzo 1991     | 11 agosto 1993  |
| 14 | Private Dancer - 06.10.1979                 | Musica nel silenzio          | 20 marzo 1991     | 12 agosto 1993  |
| 15 | Piano Man - 10.11.1985                      | Per fortuna porta jella      | 27 marzo 1991     | 13 agosto 1993  |
| 16 | Southern Comforts - 04.08.1961              | Accademia di taglio e cucito | 3 aprile 1991     | 16 agosto 1993  |
| 17 | Glitter Rock - 12.04.1974                   | Thriller rock                | 10 aprile 1991    | 17 agosto 1993  |
| 18 | A Hunting Will We Go - 18.06.1976           | Tienila d'occhio             | 18 aprile 1991    | 18 agosto 1993  |
| 19 | Last Dance Before an Execution - 12.05.1971 | L'ultima danza per Jesus     | 1 maggio 1991     | 19 agosto 1993  |
| 20 | Heart of a Champion - 23.07.1955            | La promessa di Ronnie        | 8 maggio 1991     | 20 agosto 1993  |
| 21 | Nuclear Family - 26.10.1962                 | Stai basso e copriti         | 15 maggio 1991    | 23 agosto 1993  |
| 22 | Shock Theater - 03.10.1954                  | Oh mamma!                    | 22 maggio 1991    | 24 agosto 1993  |

## Ritorno a casa (Parte I)
- Titolo originale: The Leap Home (Part I) - 25.11.1969
- Diretto da: Joe Napolitano
- Scritto da: Donald P. Bellisario

### Trama
Sam non riesce quasi a credere ai suoi occhi quando si rende conto che è saltato nientemeno che in se stesso quando aveva 16 anni, nel 1969. Questo gli dà la possibilità di tentare di evitare quanto sarebbe accaduto alla sua famiglia: la morte prematura del padre, il matrimonio della sorella minore con un alcolizzato e soprattutto la morte del fratello Tom in Vietnam, nell'aprile del 1970. Egli si prodiga in consigli e avvertimenti, ma agli altri appare come un ragazzo di 16 anni, e i suoi sforzi vanno a vuoto. Al ammonisce Sam che la sua missione è quella di vincere l'ultima partita del torneo scolastico di basket, per indirizzare al meglio la vita di un compagno di scuola, e che non può fare nulla per quanto riguarda i suoi familiari, così come lui non poté far nulla per evitare che sua moglie Beth si innamorasse di un altro

## Ritorno a casa (Parte II)
- Titolo originale: The Leap Home (Part II) - 07.04.1970
- Diretto da: Michael Zinberg
- Scritto da: Donald P. Bellisario

### Trama
Sam salta nel soldato Herbert "Magic" Williams, nel bel mezzo della guerra del Vietnam. Ben presto si rende conto di trovarsi nello stesso plotone del fratello Tom, e che è il 7 aprile 1970, il giorno antecedente la sua morte. Sam comprende così che gli viene data la possibilità di salvare suo fratello, ma non sarà facile, e la salvezza di Tom avrà un prezzo molto alto.

## Miracolosamente insieme
- Titolo originale: Leap of Faith - 19.08.1963
- Diretto da: James Whitmore Jr.
- Scritto da: Nick Harding, Karen Hall e Tommy Thompson

### Trama
Sam questa volta entra in Padre Francis "Frank" Pistano, un sacerdote cattolico di Filadelfia. Sam deve evitare che l'altro sacerdote presente nella parrocchia, Padre John McRoberts, si faccia giustizia da sé nei confronti del giovane teppista Tony Pronti, accusato da Padre McRoberts di aver ucciso un ragazzo per evitare che testimoniasse contro di lui. Padre McRoberts è un ex Marine, e gli orrori visti nella guerra di Corea gli hanno lasciato la sgradevole tendenza a bere troppo.
- Curiosità. Padre McRoberts gestisce una scuola di boxe nella parrocchia. Uno degli allievi gli dice che non potrà essere presente alla prossima lezione in quanto è di turno al lavoro, nel mattatoio pubblico. Sam, lì presente, consiglia al ragazzo di allenarsi boxando contro i quarti di bue appesi, memore di ciò che fa Rocky Balboa nel film Rocky. Il ragazzo risponde che è una buona idea, e dopo che se ne è andato Sam legge il suo nome sull'armadietto dello spogliatoio: Sylvester Stallone.

## Voglia di vivere
- Titolo originale: One Strobe Over the Line - 15.06.1965
- Diretto da: Michael Zinberg
- Scritto da: Chris Ruppenthal

### Trama
Sam è Karl Granson, un fotografo di moda, che durante uno dei suoi servizi incontra Edie, una giovane modella, che è di fatto obbligata dalla sua manager senza scrupoli a ingerire alte dosi di anfetamina per reggere le pesanti sessioni di lavoro. Al informa Sam che deve evitare che muoia di overdose.

## La casa stregata
- Titolo originale: The Boogieman - 31.10.1964
- Diretto da: Joe Napolitano
- Scritto da: Chris Ruppenthal

### Trama
Sam salta in Joshua Rey, uno scrittore horror, che sta organizzando una festa di Halloween in una vecchia casa assieme alla fidanzata Mary e al giovane assistente Stevie. Improvvisamente accadono alcune strane morti, che vengono misteriosamente descritte in un foglio dattiloscritto inserito in una macchina da scrivere, che nessuno pare abbia utilizzato. Al non riesce ad aiutare Sam, in quanto il computer Ziggy non riesce a trovarne traccia, e Sam deve evitare che Mary venga uccisa.
- Curiosità. Sam al termine dell'episodio narra alcune delle strane esperienze vissute a Mary e a Stevie, che scopre essere il futuro scrittore Stephen King, e si rende conto di avergli suggerito la trama di alcuni dei suoi best seller.

## Miss Profondo Sud
- Titolo originale: Miss Deep South - 07.06.1958
- Diretto da: Christopher T. Welch
- Scritto da: Tommy Thompson

### Trama
Ancora una volta Sam diventa una donna, Darlene Monty, una giovane partecipante al concorso di bellezza denominato "Miss Profondo Sud". Sam deve evitare che Connie, un'altra partecipante e sua compagna di stanza all'hotel, ceda alle lusinghe del fotografo Clint Beaumont e si faccia fotografare nuda, fatto che la porterebbe a un brutto destino. Sam deve anche impegnarsi a fondo per arrivare almeno al terzo posto del concorso, e vincere così una borsa di studio per la sua "ospite" Darlene.

## Il colore dell'odio
- Titolo originale: Black on White on Fire - 11.08.1965
- Diretto da: Joe Napolitano
- Scritto da: Deborah Pratt

### Trama
Sam entra in Ray Harper, un giovane studente di medicina di colore, che è fidanzato a una ragazza bianca, Susan. Il loro rapporto è osteggiato sia dal fratello di lui e dai suoi amici, che dal padre di lei, un capitano di Polizia. Nonostante tutte le difficoltà, Susan si reca a casa di Ray per stare con lui, nel quartiere Watts di Los Angeles, alla vigilia della rivolta scoppiata nell'agosto 1965, i cosiddetti Fatti di Watts. Il compito di Sam/Ray è quello di evitare che Susan venga uccisa durante la rivolta.

## Il grande Spontini
- Titolo originale: The Great Spontini - 09.05.1974
- Diretto da: James Whitmore Jr.
- Scritto da: Cristy Dawson e Beverly Bridges

### Trama
Sam salta in Harry Spontini, un prestigiatore e illusionista, che gira per i locali vivendo in una roulotte con la figlia dodicenne Amy, che le fa da assistente. La moglie Maggie, madre di Amy, ha abbandonato Harry tre anni prima del salto di Sam, ma si rifà viva in compagnia di un avvocato, che è anche suo fidanzato, per chiedere il divorzio e contestualmente l'affidamento di Amy. Il giudice dà ragione a Maggie, e Sam è costretto a portare Amy da lei, ma la ragazzina scappa, e va in un locale dove Harry vorrebbe creare un negozio di articoli per prestigiatori, per tentare di fare da sola un numero di magia molto pericoloso. Sam deve correre da lei per salvarla, e cercare anche di riconquistare l'amore di Maggie.

## Vivere on the road
- Titolo originale: Rebel Without a Clue - 01.09.1958
- Diretto da: James Whitmore Jr.
- Scritto da: Nick Harding, Paul Brown e Randy Holland

### Trama
Sam è Shane "Funny Bone" Thomas, un membro di una banda di motociclisti. Il suo compito è quello di aiutare Becky, la ragazza del capo della banda, che senza il suo intervento verrebbe uccisa. Becky è un'idealista della vita "on the road", come descritto nel romanzo Sulla strada di Jack Kerouac, di cui la ragazza è una grande ammiratrice. Sam, oltre a salvarle la vita, deve indirizzare il suo futuro verso qualcosa di più concreto.

## Miracolo a New York
- Titolo originale: A Little Miracle - 24.12.1962
- Diretto da: Michael Watkins
- Scritto da: Sandy Fries e Robert A. Wolterstorff

### Trama
Sam è Reginald Pearson, un domestico del ricco industriale Michael Blake, un vero e proprio Ebenezer Scrooge contemporaneo. Egli, come il personaggio di Charles Dickens, è una persona priva di scrupoli e di sentimenti, che senza l'intervento di Sam sarebbe destinato a morire ancora giovane e completamente solo. Sam deve far sì che salvi un piccolo centro dell'Esercito della Salvezza, destinato a essere demolito per far posto a un grattacielo commerciale. Il compito non è per nulla semplice, ma Sam decide di ispirarsi proprio al romanzo Canto di Natale di Dickens, e trattarlo come lì fu trattato Scrooge, con l'aiuto di Al, che stranamente viene visto anche da Blake.

## Un guscio vuoto
- Titolo originale: Runaway - 04.07.1964
- Diretto da: Michael Katleman
- Scritto da: Paul Brown

### Trama
Sam torna a essere un ragazzino, Butchie Rickett, in viaggio in automobile con la famiglia per la festività del 4 luglio. La madre, Emma, è una donna sensibile all'arte, che durante gli anni di scuola faceva parte di una compagnia teatrale scolastica, mentre il padre, Hank, è un uomo rude. In una sosta, Emma, per caso, incontra un vecchio compagno di scuola e di teatro, Billy McCann, e inevitabilmente comincia a fare un bilancio della sua vita, e a rendersi conto che è ora che lei riprenda a fare qualcosa che le piaccia, per passione e non per dovere, per non sentirsi "un guscio vuoto", cioè una persona che ha dato tanto ma che ora si sente come svuotata. Hank non capisce questo suo bisogno e così i due cominciano a litigare: Sam deve evitare che Emma lasci Hank per Billy, e poi che scappi e scompaia nel nulla, compito non certo facilitato dall'impersonare un ragazzino di 13 anni.

## Otto mesi e mezzo
- Titolo originale: 8 1/2 Months - 15.11.1955
- Diretto da: James Whitmore Jr.
- Scritto da: Deborah Pratt

### Trama
Sam è Billie Jean Crockett, una giovane ragazza incinta e in procinto di partorire. Billie Jean aveva già progettato di dare il bambino in adozione, ma Sam salta in lei per evitare questo e far sì che tenga il suo bambino, nonostante che la società del 1955, anno in cui si svolge l'episodio, sia tutt'altro che indulgente verso le ragazze madri. Billie Jean sperimenta, con dolore e amarezza, freddezza e repulsione da parte di molte persone a lei vicine, compreso il padre. Nonostante Sam in genere impersoni solo "spiritualmente" la persona in cui salta, in questo caso Sam porta davvero in sé il bambino, e vive personalmente tutto le fasi del parto.

## Ritorno al passato
- Titolo originale: Future Boy - 06.10.1957
- Diretto da: Michael Switzer
- Scritto da: Tommy Thompson

### Trama
Sam salta in Kenny "Future Boy" Sharp, un attore di una serie televisiva di fantascienza per ragazzi. Il suo collega attore, Moe Stein, è un tipo eccentrico, che sostiene di essere un inventore e di aver inventato un mezzo per viaggiare nel tempo. La figlia di Moe, Irene, intende farlo dichiarare mentalmente instabile, proprio a causa di questa sua convinzione, e Sam deve evitare questo. Moe possiede, nel suo studio, ogni sorta di macchinario strano e praticamente inutile, e anche la cosiddetta "macchina del tempo", durante una dimostrazione, si rivela, ovviamente, non funzionante. Tuttavia, la teoria elaborata da Moe per il viaggio nel tempo è esattamente quella ideata da Sam per il progetto Quantum Leap, fatto che lo lascia sconcertato. Al termine dell'episodio, Moe, leggendo la posta dei giovani telespettatori, legge la lettera di un giovane Sam Beckett, che chiede come funzioni il viaggio nel tempo, e Moe gli rivela la sua teoria.
- Curiosità. Il personaggio dell'inventore eccentrico è certamente ispirato a Emmett Brown, l'inventore della macchina del tempo della serie di film Ritorno al futuro, come anche il titolo italiano sembra suggerire; alcuni degli aggeggi di Moe sono simili a quelli presenti nel laboratorio di Emmett Brown. La "macchina del tempo" di Moe è invece simile a quella descritta nel romanzo La macchina del tempo, dello scrittore inglese H. G. Wells.

## Musica nel silenzio
- Titolo originale: Private Dancer - 06.10.1979
- Diretto da: Debbie Allen
- Scritto da: Paul Brown

### Trama
Rod "Rod the Bod" McCarty, uno spogliarellista e danzatore, è il nuovo ospite di Sam, che deve aiutare Valerie, una ragazza sorda. Valerie lavora come cameriera nel locale dove si esibisce Rod/Sam, e una sera, pensando di non essere vista, compie uno straordinario esercizio di danza. Sam la vede, e decide quindi di accompagnarla dalla sua amica Joanna, una coreografa, per farle fare un provino, in modo che possa diventare una grande ballerina, salvandola così dallo squallido giro di prostituzione nel quale, senza il suo aiuto, andrebbe a finire.
- Altri interpreti: Debbie Allen (Joanna)

## Per fortuna porta jella
- Titolo originale: Piano Man - 10.11.1985
- Diretto da: James Whitmore Jr.
- Scritto da: Ed Scharlach

### Trama
Sam salta in Joey DeNardo, un pianista e cantautore di Piano bar. Joey viene raggiunto da Lorraine, una sua ex partner ed ex fidanzata, che dopo una lunga ricerca è riuscita a ritrovarlo, dopo che è sparito improvvisamente. Joey ha dovuto, infatti, cambiare nome e luogo di residenza in quanto testimone di un omicidio. Non appena Lorraine ritrova Joey, comincia una serie di disavventure, in quanto anche uno dei due assassini lo ha ritrovato; Lorraine è convinta di portare sfortuna, ma così non sarà, alla fine. Il compito di Sam, oltre a salvare se stesso/Joey, è quello di salvare Lorraine.

## Accademia di taglio e cucito
- Titolo originale: Southern Comforts - 04.08.1961
- Diretto da: Chris Ruppenthal
- Scritto da: Tommy Thompson

### Trama
Sam diventa Gilbert LaBonte, il proprietario della rinomata "Accademia di taglio e cucito LaBonte", un nome dietro cui si nasconde uno dei più antichi bordelli di New Orleans. Una delle ragazze del bordello, Gina, è sposata con un uomo violento, che la ritrova e intende farla tornare con sé, minacciandola e percuotendola. Nonostante ciò, la ragazza, spaventata, non sporge denuncia, e solo un trucco di Sam potrà evitare che la ragazza faccia una brutta fine.

## Thriller rock
- Titolo originale: Glitter Rock - 12.04.1974
- Diretto da: Andy Cadiff
- Scritto da: Chris Ruppenthal

### Trama
Sam salta in Geoffrey "Tonic" Mole, un membro del gruppo hard rock "King Thunder". Sam deve evitare che Tonic venga ucciso, e Al deve impegnarsi a fondo per cercare di trovare i sospetti, tra i quali un misterioso ragazzo che compare sovente vicino a Sam, il manager Dwayne e Flash, un membro del gruppo.
- Curiosità. Il look del gruppo è ispirato a quello dei Kiss. Anche in questo episodio vengono messe in evidenza le doti canore di Scott Bakula.

## Tienila d'occhio
- Titolo originale: A Hunting Will We Go - 18.06.1976
- Diretto da: Andy Cadiff
- Scritto da: Beverly Bridges

### Trama
Sam è Gordon O'Reilly, un cacciatore di taglie che deve accompagnare in prigione Diane Frost, accusata di avere incassato indebitamente assegni per un milione di dollari falsificando le firme del suo datore di lavoro, Rodney Owens. Diane cerca in tutti i modi di fuggire dalla custodia di Gordon, ingannandolo più volte. A un certo punto, narra a Gordon/Sam che ha compiuto il reato perché quel denaro era frutto di una truffa del suo capo, che aveva intascato il denaro di decine di risparmiatori, ingannati con la promessa di facili guadagni. Secondo Diane, se Gordon la consegnasse allo sceriffo, questi sicuramente l'ucciderebbe, essendo d'accordo con Owens. Per Sam è molto difficile credere a una persona che ha tentato in tutti i modi di fuggire, e l'aiuto di Al è indispensabile per venire a capo della faccenda e fare la cosa giusta.
- Curiosità. La trama dell'episodio si ispira parzialmente a quella del film Prima di mezzanotte con Robert De Niro e Charles Grodin.

## L'ultima danza per Jesus
- Titolo originale: Last Dance Before an Execution - 12.05.1971
- Diretto da: Michael Watkins
- Scritto da: Bill Bigelow, Donald P. Bellisario e Deborah Pratt

### Trama
Sam salta in Jesus Ortega, un condannato a morte che sta per essere giustiziato sulla sedia elettrica. Fortunatamente, un attimo prima di procedere viene concessa una proroga di 48 ore, in base al fatto che l'indagine presenta alcuni punti oscuri. Sam, tramite l'aiuto dell'avvocato Lorrea Tearsa, effettua alcuni accertamenti, con l'aiuto di Al, in modo da scagionare se stesso e l'amico Raul Casta, anch'egli condannato a morte; l'esecuzione dei due è caldamente sostenuta dal procuratore Moody, uomo senza scrupoli, che intende sfruttare la condanna di Jesus e Raul per vincere le elezioni alla carica di Governatore. Le nuove prove raccolte sembrano però aggravare la situazione dei due, anziché migliorarla.

## La promessa di Ronnie
- Titolo originale: Heart of a Champion - 23.07.1955
- Diretto da: Joe Napolitano
- Scritto da: Tommy Thompson

### Trama
La nuova destinazione di Sam è Terry Sammis, un lottatore di wrestling, che forma un duo con il fratello Ronnie. Prima che con Terry, Ronnie lottava assieme al fratello maggiore Frank, morto in un incidente stradale; in punto di morte, Frank fece promettere a Ronnie che avrebbe conquistato il titolo di campione del mondo, e Ronnie è deciso a rispettare questa promessa ad ogni costo. Sam nota che ogni tanto Ronnie ha dei mancamenti, e chiede ad Al di indagare: una febbre reumatica contratta all'età di 8 anni ha compromesso il suo cuore, e lottare contro i campioni del mondo per il titolo lo porterebbe alla morte. Sam tenta quindi di annullare l'incontro, ma ogni suo sforzo sembra vano.

## Stai basso e copriti
- Titolo originale: Nuclear Family - 26.10.1962
- Diretto da: James Whitmore Jr.
- Scritto da: Paul Brown

### Trama
Sam salta in Eddie Elroy, uno studente universitario, il cui fratello, Mac, è un venditore di rifugi antiatomici. Siamo alla fine di ottobre del 1962, in piena crisi dei missili di Cuba, e mai come in quel periodo la guerra nucleare sembrava imminente. Sam deve evitare che Mac uccida per errore il vicino di casa, a causa del panico indotto da un falso allarme atomico; Sam cerca di tranquillizzare Mac e la sua famiglia, dicendo loro che non si sarebbe mai giunti allo scontro nucleare, ma ottiene quasi l'effetto opposto, in quanto la paura dell'attacco è talmente elevata da prendere le parole di Sam come sconsiderate.

## Oh mamma!
- Titolo originale: Shock Theater - 03.10.1954
- Diretto da: Joe Napolitano
- Scritto da: Deborah Pratt

### Trama
Sam entra in Sam Beiderman, un paziente di un ospedale psichiatrico affetto da un disturbo depressivo, nell'attimo prima che egli sia sottoposto a un elettroshock. Il trattamento sconvolge Sam, che perde la memoria e comincia ad atteggiarsi e a parlare come alcune delle persone in cui è saltato in passato. Al è sconvolto dall'accaduto, e deve essere lui a prendere il suo posto, cioè deve aiutare lui stesso la persona che avrebbe dovuto essere aiutata da Sam; ciò è possibile in quanto molti dei pazienti, avendo problemi mentali, riescono a vederlo, e Tibby, la persona da aiutare, è uno di questi. Aiutando Tibby, si creano le condizioni affinché Sam possa saltare via, ma prima bisogna capire come fare a restituirgli la memoria.
- Curiosità. Nell'episodio si rivedono alcune delle persone in cui è saltato Sam, e anche alcuni flashback tratti dalle puntate precedenti. Nell'ordine, Sam crede di essere Samantha Stormer (Una segretaria particolare, seconda stagione), Jessie Tyler (Il colore della verità, prima stagione), Herbert "Magic" Williams (Ritorno a casa (Parte II), terza stagione), Tom Stratton (Progetto Quantum Leap (Parte I), prima stagione), Clarence "Kid" Cody (La mano destra di Dio, prima stagione), Jimmy LaMotta (Jimmy, seconda stagione). Durante una notte, sogna inoltre di essere se stesso a 16 anni nel primo episodio della terza stagione, Ritorno a casa (Parte I).